# Tivissa
Tivissa – gmina w Hiszpanii, w prowincji Tarragona, w Katalonii, o powierzchni 208,79 km². W 2011 roku gmina liczyła 1818 mieszkańców.